# UGC 6969
 UGC 6969  är en stavgalax i stjärnbilden Stora Björnen. Den ligger granne med M109, UGC 6923 och UGC 6940. 